# Смірін Ілля Юлійович
Ілля Юлійович Смірін (івр. איליה יוליביץ' סמירין; рос. Илья Юльевич Смирин; нар. 21 січня 1968 року у Вітебську, Білорусь) - радянсько-ізраїльський шахіст, гросмейстер з 1990 року. 
Його рейтинг станом на січень 2016 року — 2658 (93-е місце у світі, 4-е в Ізраїлі).
Свого пікового рейтингу 2702 очка Смірін вперше досягнув у липні 2001 року (14 місце). У січні 2002 року Смірін посідав 13 місце (2702 очка) в рейтингу Ело.

## Шахова кар'єра
Свою шахову кар'єру Смірін розпочав у Радянському Союзі. Отримав диплом учителя шахів у Білоруському державному університеті фізичної культури в Мінську. 1992 року емігрував до Ізраїля й відтоді став одним з провідних шахістів збірної на шахових олімпіадах та інших міжнародних змаганнях. Також він виступає за шаховий клуб міста Ашдод.
Серед турнірних успіхів Сміріна потрібно відзначити перші місця у Свердловську 1987, Нью-Йорку 1994 і на чемпіонаті Ізраїля 1992, 1994, 1999, 2002. Також він переміг на кваліфікаційних турнірах до Гран-прі Професійної шахової асоціації 1994 і 1995 років. 2002 виграв престижні Нью-Йорк опен і Дос Германас. У 2007 році виграв Акрополіс інтернешнл в Афінах, набравши 7/9. 2008 розділив перше місце з Євгеном Постним у місті Маалот-Таршиха.
Його нік на сайті ICC - "tapuax".

## Зміни рейтингу
| На цьому місці має відображатися графік чи діаграма, однак з технічних причин його відображення наразі вимкнено. Будь ласка, не видаляйте код, який викликає це повідомлення. Розробники вже працюють для того, щоби відновити штатне функціонування цього графіка або діаграми. | |
| | На цьому місці має відображатися графік чи діаграма, однак з технічних причин його відображення наразі вимкнено. Будь ласка, не видаляйте код, який викликає це повідомлення. Розробники вже працюють для того, щоби відновити штатне функціонування цього графіка або діаграми. |